# 网孢层腹菌
网孢层腹菌（学名：Hymenogaster reticulatus）是属于伞菌目层腹菌科层腹菌属的一种担子菌。该种分布于中国、澳大利亚等地。

## 变种
网孢层腹菌宽孢变种（学名：Hymenogaster reticulatus var. laxisporus）是属于伞菌目层腹菌科层腹菌属的一种担子菌。该种分布于中国。